# Delettrez
Delettrez é uma perfumaria francesa fundada em 1835 e encerrada em 1941. 

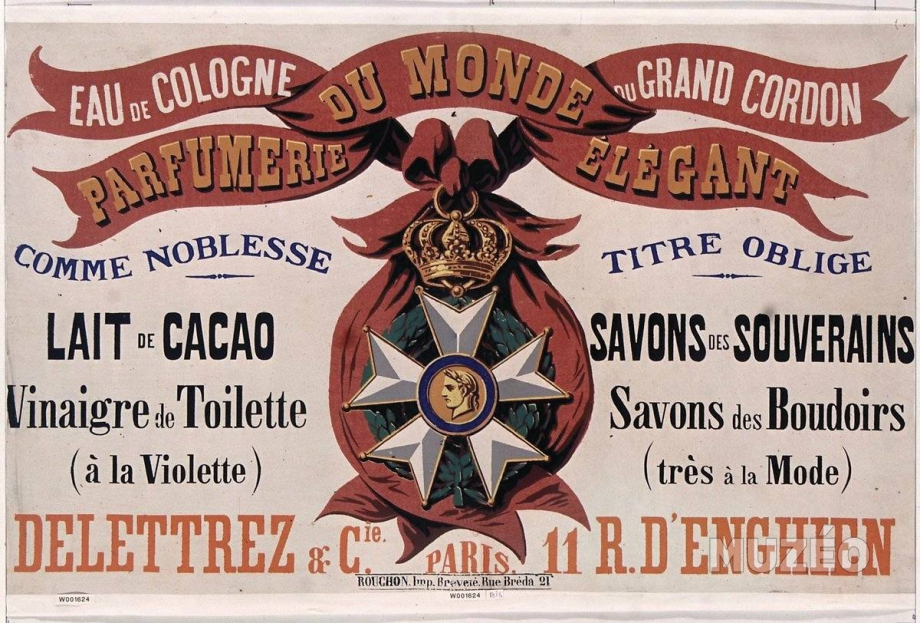
Eau de Cologne du Grand Cordon, cartaz publicitário por Jean Alexis Rouchon (1857).

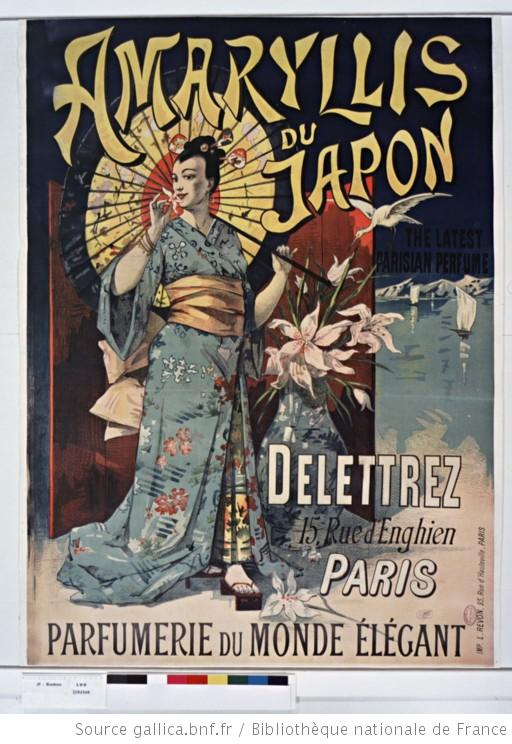
Amaryllis du Japon, cartaz publicitário impresso por L. Revon (Paris, 1895).

Depois de abrir uma loja no n.º 11 e depois nos n.ºs 15-17 da rue d'Enghien em 1853, a perfumaria Delettrez tornou-se a «perfumaria do mundo elegante e da High Society» a partir de 1853. En 1861, Delettrez et Compagnie fundam os seus próprios laboratórios em Neuilly-sur-Seine.